# John Wesley Shipp
John Wesley Shipp (født 22. januar 1955) er en amerikansk skuespiller som mest er kendt for rollen som Mitch Leery, titelkarakterens far i tv-dramaet Dawson's Creek fra 1998 til 2002 og for sine mange roller i adskillige daglige sæbeoperaer. Han er født i Norfolk, Virginia i USA. Udover Dawson's Creek er Shipp mest kendt for sine roller som Kelly Nelson i Guiding Light fra 5. februar , 1980 til 6. november , 1984 og som Douglas Cummings i As the World Turns fra 17. april 1985 til 2. juni , 1986.
Han spillede også Martin Ellis i Santa Barbara i 1987, Blanchard Lovelace i One Life to Live i 1989, og Carter Jones i All My Children i 1992. For sit arbejde i ATWT vandt han en Emmy for bedste birolle ved the 13th Daytime Emmy Awards i 1986. Han spillede ligeså titelrollen i CBS' kortvarige men dog hyldte tv-serie The Flash i sæsonen fra 1990-1991 og spillede Lucky i NBC's Sisters (tv-serie) i 1994 og i 1995. I 1990 indtog han rollen som faren Barney Bux i Warner Brothers' familefilmen Den uendelige historie 2.

## Udvalgt filmografi
- Death driver (1999) (TV film) as Jim Carson
- Dawson's Creek (1998) (tv-serie) (1998-2001)
- Sisters (1991) (TV series) (1994-1995)
- All My Children (1970) (tv-serie) (1992)
- Den uendelige historie 2 (1990)
- The Flash (1990) (tv-serie)
- One Life to Live (1968) (tv-serie) (1989)
- Santa Barbara (1984) (tv-serie) (1987)
- As the World Turns (1956) (tv-serie) (1985-1986)
- Guiding Light (1952) (tv-seriee) (1980-1984)

## Priser
Ved the 14th Annual Daytime Emmy Awards i 1987 vandt Shipp Adwarden for "Fremtrædene gæsteroptræder", hvilket gjorde ham til den eneste skuespiller som fortløbende har vundet for to forskellige daglige drama-serier.